# Jean Dekempeneer
Jean Dekempeneer (11 april 1920, Sint-Pieters-Leeuw - 13 oktober 2011, Halle) was een Belgisch politicus. Hij was bijna drie decennia burgemeester van Sint-Pieters-Leeuw.

## Biografie
Jean Dekempeneer begon zijn politieke carrière in Sint-Pieters-Leeuw als COO-raadslid in 1947. Hij kwam in de gemeenteraad in 1958, en na de verkiezingen van 1964 werd hij eerste schepen. Na het onverwachte overlijden van burgemeester Georges Bosmans werd hij op 29 januari 1965 burgemeester van Sint-Pieters-Leeuw. Deze functie zou hij dertig jaar vervullen, een record in de gemeente. Op een CVP-lijst haalde hij drie verkiezingen na elkaar een absolute meerderheid. Ook na de gemeentelijke fusies van 1977 bleef hij burgemeester. Bij de verkiezingen van 1982 haalde hij een record van 4198 voorkeurstemmen. Hij bleef tot 1994 burgemeester en werd opgevolgd door schepen en partijgenoot Félicien Bosmans. Dekempeneer kreeg de titel van ereburgemeester.
Dekempeneer overleed op 91-jarige leeftijd in het Sint-Mariaziekenhuis in Halle.

## Sport
Na de Tweede Wereldoorlog was Jean Dekempeneer actief als voetballer bij enkele clubs in Sint-Pieters-Leeuw. Hij speelde onder meer bij Brucom Sportief en FC Zuun, waar hij ook als speler-trainer actief was.